# 34135 Rahulsubra
2000 QX5 (asteroide 34135) é um asteroide da cintura principal. Possui uma excentricidade de 0.14055290 e uma inclinação de 0.93029º.
Este asteroide foi descoberto no dia 24 de agosto de 2000 por LINEAR em Socorro.